# Lúcio Postúmio Albino Regilense
Lúcio Postúmio Albino Regilense (em latim: Lucius Postumius Albinus Regillensis) foi um político da gente Postúmia nos primeiros anos da República Romana, eleito tribuno consular por duas vezes, em 389 e 381 a.C.. 

## Primeiro tribunato consular (389 a.C.)
Em 389 a.C., foi eleito tribuno consular com Lúcio Vergínio Tricosto, Aulo Mânlio Capitolino, Lúcio Valério Publícola, Lúcio Emílio Mamercino e Públio Cornélio.
Durante seu mandato, os romanos, liderados por Marco Fúrio Camilo, nomeado ditador pela terceira vez, derrotou os volscos, que se renderam depois de setenta anos de guerra, os équos e os etruscos, que estavam cercando a cidade aliada de Sutri. Lúcio Emílio Fúrio Camilo ficou no comando de um contingente de soldados estacionados em Veios para enfrentar um eventual ataque etrusco enquanto o ditador conduzia a campanha. Aulo Mânlio ficou responsável pelo comando da defesa de Roma.

## Segundo tribunato consular (381 a.C.)
Em 381 a.C., foi eleito pela última vez, com Marco Fúrio Camilo, Lúcio Lucrécio Tricipitino Flavo, Aulo Postúmio Albino Regilense, Lúcio Fúrio Medulino Fuso e Marco Fábio Ambusto.
Lúcio Fúrio e Marco Fúrio Camilo cuidaram da guerra contra os volscos, que haviam ocupado Satricum, o que levou à declaração de guerra contra a cidade aliada de Túsculo.